# 리드 육성
리드 육성(lead generation)은 마케팅에서 기업의 제품이나 서비스에 대한 소비자의 관심이나 문의를 창출하는 프로세스이다. 리드는 특정 제품이나 서비스에 관심이 있는 고객의 연락처 정보이자 경우에 따라 인구통계학적 정보이다.
리드(lead)는 인터넷을 통한 디지털 방식, 개인 추천, 회사나 텔레마케터의 전화 통화, 광고, 이벤트 등 다양한 소스나 활동에서 나올 수 있다.
- 2014년 연구에 따르면 직접 트래픽, 검색 엔진, 웹 추천이 리드 육성에 있어 가장 인기 있는 세 가지 온라인 채널로 리드의 93%를 차지하는 것으로 나타났다.[1]
- 2018년 치프 마케터(Chief Marketer)는 B2B 마케팅 담당자가 이메일, 라이브 이벤트, 콘텐츠 마케팅을 상위 3대 요소로 선호한다는 사실을 발견했다.[2]
- 2020년 COVID-19 범유행 이후 가트너는 B2B 마케팅 담당자를 위한 소셜 및 검색 엔진 최적화가 증가한 반면 B2C 마케팅 담당자는 디지털 광고를 선호한다는 사실을 확인했다.[3]

리드 육성은 리드 관리와 결합되어 구매 유입 경로를 통해 리드를 이동시키는 경우가 많다. 이러한 활동의 조합을 파이프라인 마케팅이라고 하며, 이는 마케팅과 판매 파이프라인으로 구분되기도 한다.

## 같이 보기
- 다이렉트 마케팅
- 판매
- 고객 경험